# 샌디스터 테이

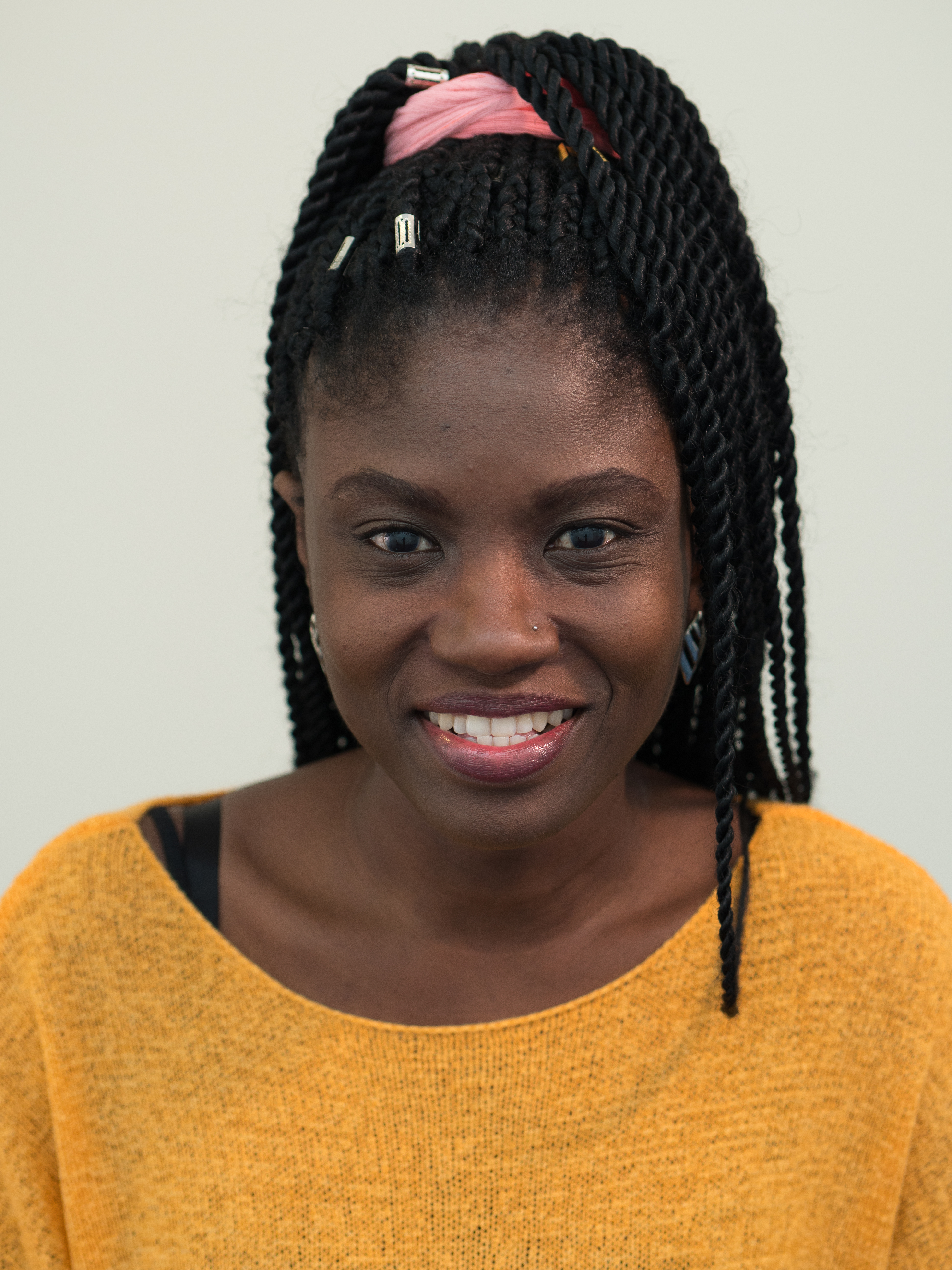
2019년 모습

샌디스터 테이(Sandister Tei)는 위키백과 공동 창립자 지미 웨일스에 의해 2020년 10월 올해의 위키인으로 선정된 가나의 미디어 전문가이다. 그녀는 위키미디어 가나 사용자 그룹(Wikimedia Ghana User Group)의 공동 창립자이자 적극적인 자원 봉사자이다.

## 어린 시절과 교육
테이는 가나 아크라에서 태어났다. 나중에 가나 대학교에 진학한 아치모타 학교에 다녔고 지리학을 전공했으며 2013년 털로 그룹(Tullow Group)으로부터 장학금을 받아 카디프 대학교에서 국제 저널리즘 석사 학위를 취득했다.